# Ганс Зібург
Ганс Зібург (нім. Hans Siburg; 24 червня 1893, Саарбург — 27 лютого 1976, Люнебург) — німецький військово-повітряний діяч, генерал авіації люфтваффе (1 квітня 1942). Кавалер Німецького хреста в сріблі.

## Біографія
1 квітня 1912 року вступив кадетом у ВМФ. Пройшов підготовку у військово-морському училищі в Мюрвіку, на артилерійських і торпедних курсах. Учасник Першої світової війни, в 1915 році пройшов льотну підготовку, з 3 січня 1916 року — ад'ютант випробувального командування морської авіації. 5 липня 1916 року взятий в полон російськими військами. У вересні 1917 року звільнений і здійснив поїздку з Сибіру до Швеції, в листопаді 1917 року прибув до Німеччини і зарахований в 1-й морський авіазагін.
Після демобілізації армії залишений на флоті. З 15 листопада 1924 року — навігаційний офіцер транспорту «Метеор», з 30 квітня 1926 року — радник з авіації в штабі військово-морської станції «Остзе». З 1 жовтня 1928 року — вахтовий офіцер на лінійному кораблі «Гессен», з 7 жовтня по 13 грудня 1929 року виконувач обов'язків командира навчального артилерійського судна «Бійці». З 22 січня 1930 року — радник групи ППО Морського керівництва, з 1 квітня 1933 року — служби ППО Імперського військового міністерства. 1 вересня 1933 року переведений в люфтваффе і призначений начальником відділу LC (техніка) Імперського міністерства авіації. У червні-липні 1934 року — начальник училища морської авіації у Варнемюнде. У липні-грудні 1934 року перебував у відрядженні в США. З 1 жовтня 1934 року — начальник того ж училища і комендант авіабази Варнемюнде. З 1 лютого 1936 року — офіцер для особливих доручень при головнокомандувачі Люфтваффе. 1 квітня 1936 року призначений командиром 153-ї бомбардувальної ескадри. З 1 вересня 1936 року — начальник оперативного відділу і виконувач обов'язків начальника штабу 7-го авіаційного округу, з 1 березня 1937 року — начальник льотної школи і командир навчального батальйону округу.
З 1 листопада 1938 року — командир 257-ї (потім 26-ї) бомбардувальної ескадри, з 29 вересня 1939 року — інспектор аеронавігації. 6 травня 1940 року очолив штаб авіаційної галузі «Норвегія», а 1 липня 1940 року став начальником авіаційної області «Голландія». 7 серпня 1943 року відкликаний до Берліна і призначений начальником Адміністративного управління Імперського міністерства авіації. 1 квітня 1945 року переведений в резерв. 8 травня 1945 року взятий в полон британськими військами. 8 липня 1947 року звільнений.

## Нагороди
- Залізний хрест 2-го і 1-го класу
- Знак пілота ВМФ
- Пам'ятний знак морської авіації
- Почесний хрест ветерана війни з мечами
- Медаль «За вислугу років у Вермахті» 4-го, 3-го, 2-го і 1-го класу (25 років)
- Нагрудний знак пілота
- Нагрудний знак пілота (Італія)
- Застібка до Залізного хреста 2-го і 1-го класу
- Хрест Воєнних заслуг 2-го і 1-го класу з мечами
- Німецький хрест в сріблі (20 березня 1944)